# Johanniet

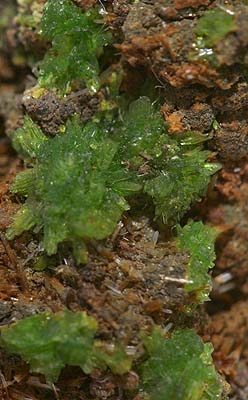
Johanniet

Het mineraal johanniet is een uranium-hydrosulfaat met de chemische formule Cu(UO2)2(SO4)2(OH)2·8(H2O). Het heeft een triklien kristalrooster en vormt prismatische gele tot geelgroene kristallen. Johanniet heeft een hardheid van 2 en een soortelijk gewicht ("relatieve dichtheid") van gemiddeld 3,4 (variërend van 3,3 tot 3,5).
Johanniet is genoemd naar Johan, aartshertog van Oostenrijk (1782 — 1859). De typelocatie is in de mijn Elias bij Jáchymov (Tsjechië).

## Verwante mineralen
- uranopiliet
- zippeïet